# Sparta (thị trấn), Wisconsin
Sparta là một thị trấn thuộc quận Monroe, tiểu bang Wisconsin, Hoa Kỳ. Năm 2010, dân số của thị trấn này là 3.046 người.